# ملعب بيدرو بيديغاين
ملعب بيدرو بايدجاين (بالإنجليزية: Estadio Pedro Bidegain)‏ هو ملعب كرة قدم يقع في بوينس آيرس، الأرجنتين، يتسع لـ 43,494 متفرج.

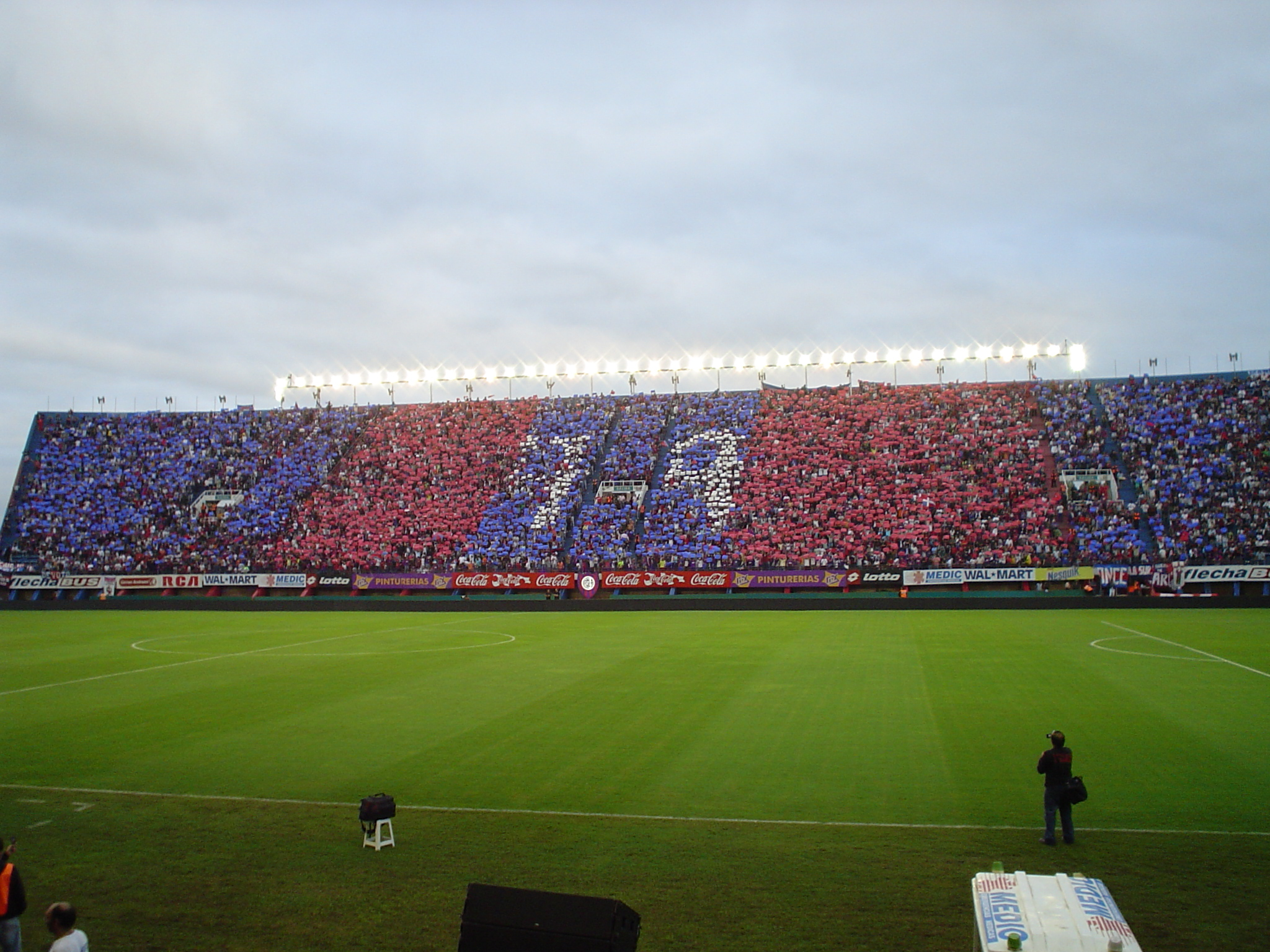
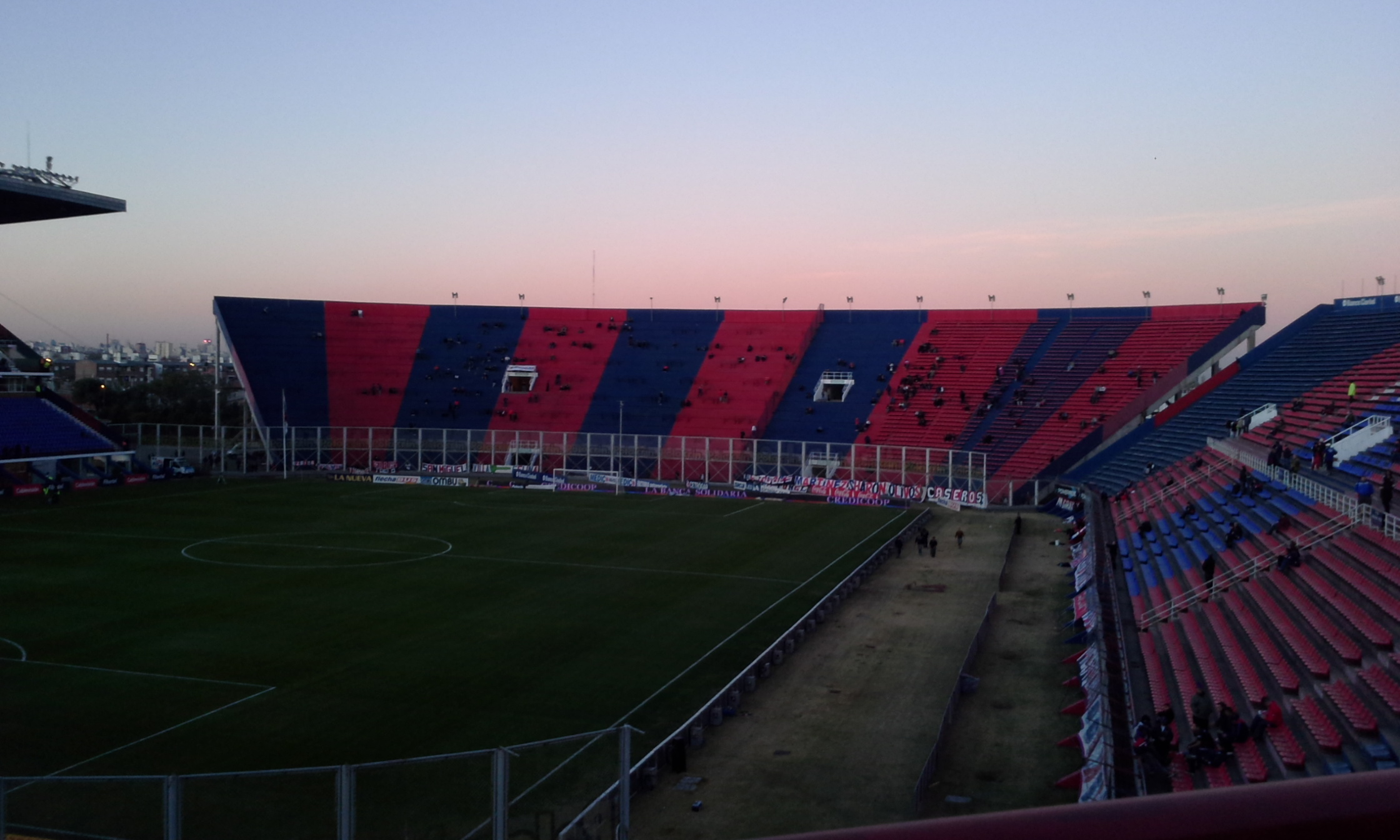
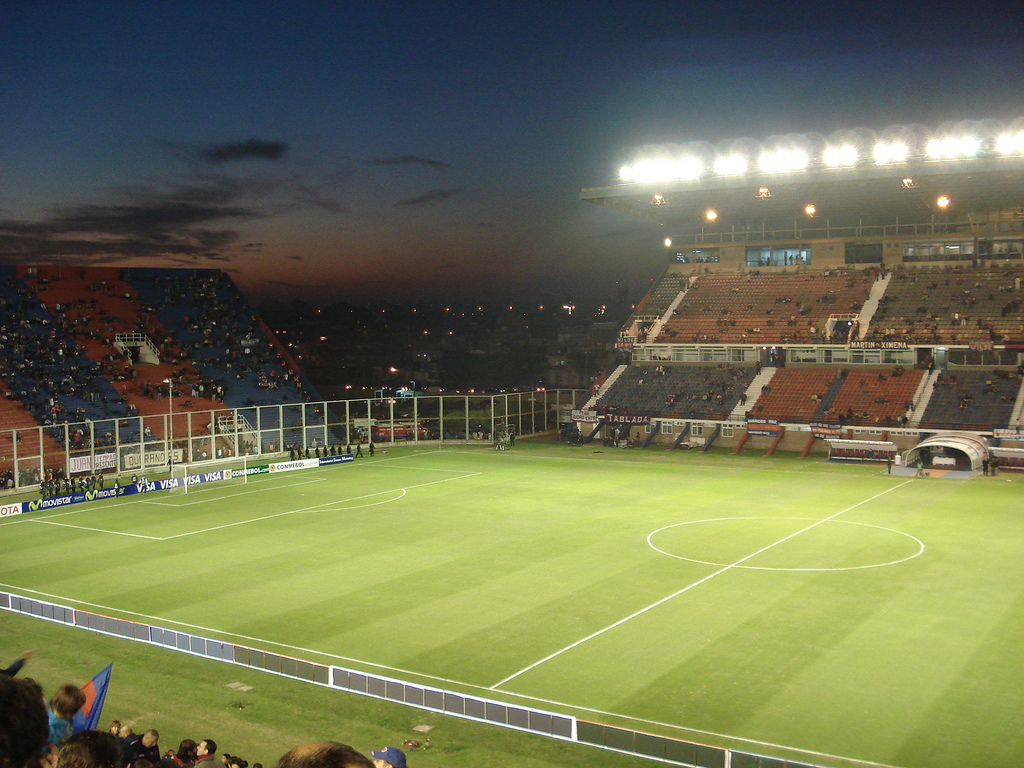
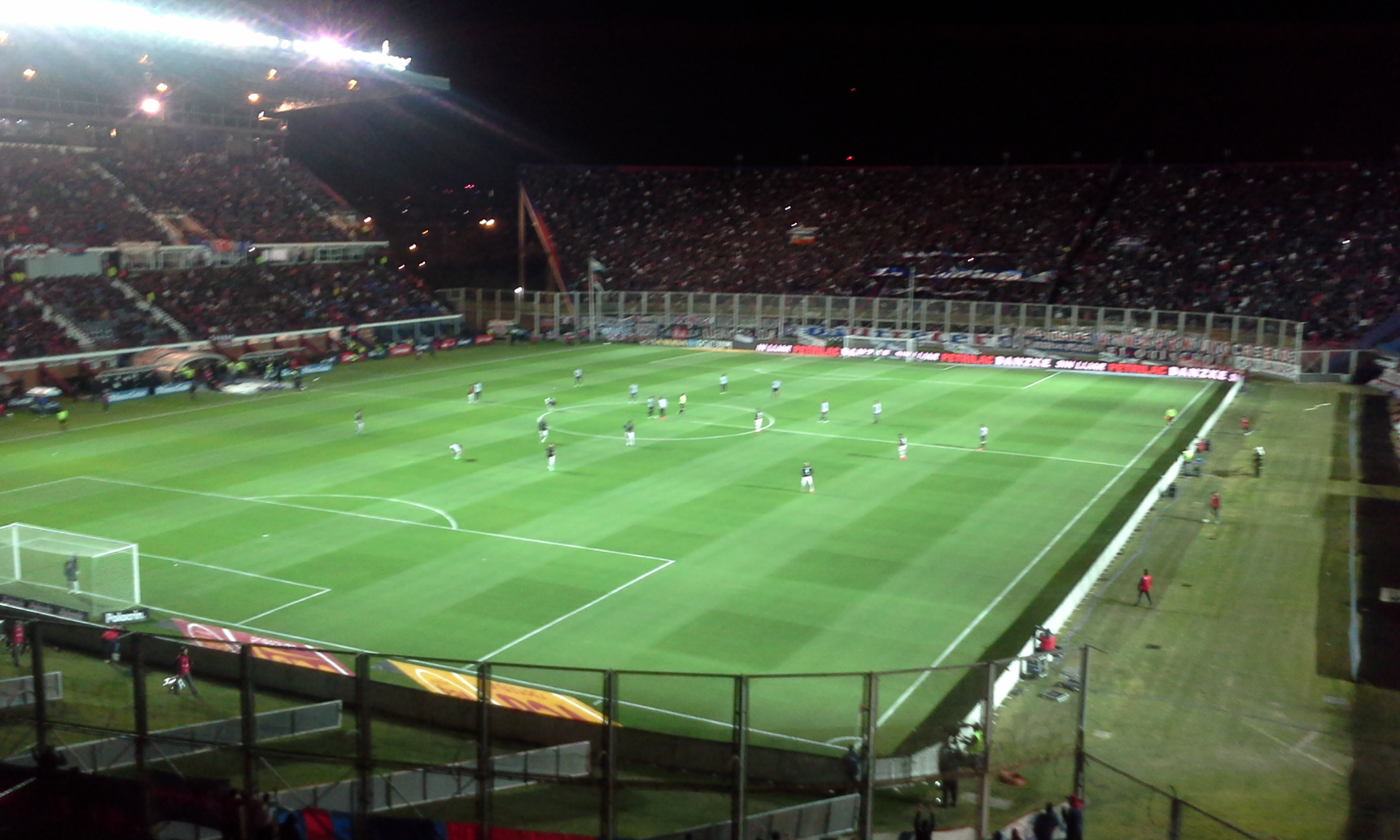

## التاريخ
افتتح الملعب في 1993.

## وصلات خارجية
- الصفحة الرسمية (بالإسبانية)